# B41 핵폭탄
B41 핵폭탄은 미국이 개발한 모든 무기들 중 가장 강력한 무기로 꼽힌다. 1960년대 초반에 실용화되어 1976년까지 사용되었다.

## 설계
이 폭탄은 25Mt이라는 엄청난 폭발력을 지니고 있으며 이는 지금까지 미국이 개발했던 모든 무기들 중 가장 강력한 위력인데 50Mt의 차르 봄바에 비해 무게도 5t대로 무게 대비 성능이 매우 뛰어나다. 3단계 폭발방식이며 '더러운' Y1과 '깨끗한' Y2 두 버전이 존재한다. 
B-47과 B-52 폭격기에 장착될 수 있도록 설계되었다.

## 3단계 열핵폭탄
B41은 미국 유일의 3단계 열핵폭탄이다. 핵분열-핵융합-핵분열의 단계로 폭발한다. 보통 열핵폭탄(=수소폭탄)은 핵분열-핵융합-핵융합의 2단계가 주로 쓰이고, 3단계는 너무 폭발력이 커서 개발되지 않는다.

## 폭발
지금까지 B41을 폭발시켰던 사례는 없다. 

## 같이 보기
- 마크 17 핵폭탄
- 마크 24 핵폭탄
- 차르 봄바